# Trichohilara metapleuralis
Trichohilara metapleuralis är en tvåvingeart som beskrevs av Collin 1933. Trichohilara metapleuralis ingår i släktet Trichohilara och familjen dansflugor. Inga underarter finns listade i Catalogue of Life.